# Друга инаугурација председника Барака Обаме
Друга инаугурација Барака Обаме за председника Сједињених Држава била је 57. инаугурација и обележила је почетак другог и последњег мандата Барака Обаме као председника и Џо Бајдена као потпредседника. Приватна церемонија полагања заклетве одржана је у недељу, 20. јануара 2013. године, у Плавој соби Беле куће. Јавна церемонија инаугурације одржана је у понедељак, 21. јануара 2013. године, на западном фронту Капитола Сједињених Држава у Вашингтону, ДЦ.Тема инаугурације била је „Вера у америчку будућност“, фраза која се ослања на 150. годишњицу проглашења Абрахама Линколна о еманципацији и завршетка капитолске куполе 1863. Тема је такође нагласила „истрајност и јединство“ Сједињених Држава и одјекнула је. тема „Напред“ која се користила у завршним месецима Обамине предизборне кампање. Инаугурацијски догађаји одржани у Вашингтону, од 19. до 21. јануара 2013. године, обухватали су концерте, национални дан друштвено корисног рада на Дан Мартина Лутера Кинга, млађег, церемонију полагања заклетве, ручак и парада, инаугурални балови и међуверска наступна молитва. Председничку заклетву Обами је током церемоније полагања заклетве, 20. и 21. јануара 2013. године, изрекао врховни судија Сједињених Држава Јохн Г. Робертс.

У свом другом инаугурационом обраћању, Обама је прогласио да „иако је слобода дар од Бога, њу мора осигурати Његов народ овде на Земљи“. Позвао је на законе за борбу против климатских промена, доношење имиграционе реформе и контролу оружја. Обама је изјавио да је потребан већи напредак у погледу људских права и грађанских права (укључујући права расних мањина, права жена и ЛГБТ права). Зарекао се да ће промовисати демократију у иностранству и изјавио да Сједињене Државе "морају да буду нада у сиромашним, болесним, маргинализованим, жртвама предрасуда" широм света. Поред тога, председник је обећао да ће одржати јаке савезе снажним, нагласио је економски опоравак и крај ратова и изјавио да „нико нема већи удео у мирном свету од његове најмоћније нације“. Током говора, Обама је повезао Конвенцију о водопадима Сенеца, Селму за маршеве Монтгомерија и нереде у Стоневалу.Отприлике милион људи присуствовало је инаугурацији, а милиони других гледали су из целог света.

## Планирање
Инаугурацију су планирала првенствено два одбора: Заједнички конгресни комитет за инаугуралне церемоније и Председнички инаугурални комитет за 2013. годину. Одбор је започео изградњу уводне платформе 20. септембра 2012.

### Заједнички конгресни одбор
Церемонију полагања заклетве и наступни ручак за председника Обаму и потпредседника Бајдена планирао је Заједнички конгресни комитет за инаугуралне церемоније, одбор састављен од сенатора Сједињених Држава Чарлса Шамера из Њу Јорка, председавајућег одбора, Ламар Алекандера из Тенесија и Хари Рида из Неваде и представници Сједињених Држава Џон Боехнер из Охаја,Ерик Кантор из Вирџиније и Ненси Пелоси из Калифорније.Одбор надгледа Одбор за правила и администрацију Сената САД.
Војну подршку 57. инаугурацији координирала је Заједничка оперативна група Национални главни град, пружајући музичке војне јединице, оркестре за марширање, шарене боје, послужитеље, детаље о паљби и поздраве.7. јануара 2013. године,Луи Гиглио је изабран за изручење благослова на церемонији.Гиглио је у почетку прихватио, али се затим повукао као одговор на контроверзу око проповеди средином 1990-их „у којој је позвао хришћане да се боре против„ агресивне агенде “покрета за геј права“.Замена влч. Луиса Леона, пастора цркве Светог Јована код Беле куће, најављена је 15. јануара.Мирлие Еверс-Вилиамс, удовица активисте за грађанска права Медгар Еверс, предала је позив.Ричард Бланко је 8. јануара 2013. године именован песником за инаугурацију за другу инаугурацију Барака Обаме, петом особом која је играла ту улогу. Први је имигрант, први Латиноамериканац, прва хомосексуална особа и најмлађи песник који је наступио.

### Председнички инаугурални одбор
Председнички оснивачки комитет 2013. године организовао је неколико других догађаја везаних за инаугурацију по упутству председника и потпредседника Сједињених Држава, попут концерата, параде, балова и молитве. Копредседавајући одбора били су бивши председници Џими Картер, Џорџ Х.В. Буш,Бил Клинтон и Џорџ В.Буш, заједно са амбасадором Матев Барзун, Ева Лонгориа, Јане Стетсон и Франк Вите.На другим функцијама били су Џим Месина, који је надгледао Инаугуралну параду, Стефание Кутер,Џен О'Малеј Дилон, Хулијана Смут, Руфус Гифорд и Патрик Гаспард.